# Астрономия на Марсе

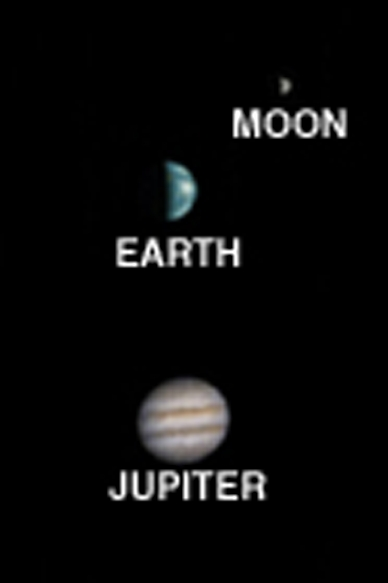
Мозаика из двух разных снимков Земли, Луны и Юпитера 2003 года, выполненных орбитальной камерой Mars Orbiter Camera (MOC), установленной на космическом аппарате Mars Global Surveyor

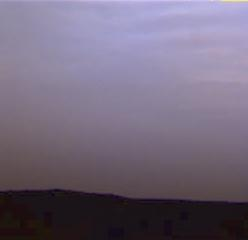
Марсианское небо приобрело фиолетовый оттенок из-за облаков из водяного льда в атмосфере

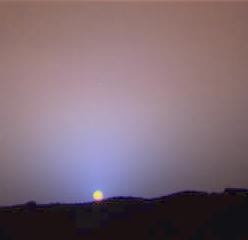
Увеличенное изображение марсианского неба при заходе солнца. Снимок, выполненный аппаратом Mars Pathfinder, демонстрирует большую вариацию цветов

Во многих случаях астрономические явления, которые можно наблюдать с поверхности планеты Марс, являются такими же или схожими с соответствующими явлениями, которые можно наблюдать с Земли. Однако иногда (как, например, с видом Земли как утренней/вечерней звезды) они могут существенно отличаться. Например, поскольку атмосфера Марса не имеет озонового слоя, с поверхности Марса можно также вести ультрафиолетовые наблюдения.

## Сезоны
Наклон оси вращения Марса составляет 25,19° — значение достаточно близкое к земному, которое составляет 23,44°, а следовательно Марс, так же как и Земля, имеет сезоны — весну, лето, осень и зиму. И так же как и на Земле, на северном и южном полушариях планеты лето и зима наступают в противоположное время, то есть когда в северном полушарии лето продолжается, на южной в это же время — зима, и наоборот.
Но орбита Марса имеет значительно больший эксцентриситет, чем орбита Земли. Поэтому сезоны имеют неодинаковую продолжительность, значительно более неравномерную, чем на Земле:
| Сезон                        | Солы (на Марсе) | Дни (на Земле) |
| ---------------------------- | --------------- | -------------- |
| Северная весна, южная осень: | 193,30          | 92,764         |
| Северное лето, южная зима:   | 178,64          | 93,647         |
| Северная осень, южная весна: | 142,70          | 89,836         |
| Северная зима, южное лето:   | 153,95          | 88,997         |

Это означает, что летние и зимние сезоны имеют разную продолжительность и интенсивность в северном и южном полушариях. Зимы на севере теплые и короткие (потому что Марс быстро движется вблизи перигелия), тогда как зимы на юге длительные и холодные (поскольку Марс медленно движется вблизи афелия). Так же лета на севере длительные и холодные, тогда как на юге — короткие и горячие. Таким образом, температурные экстремумы значительно больше на южном полушарии, чем на северном.

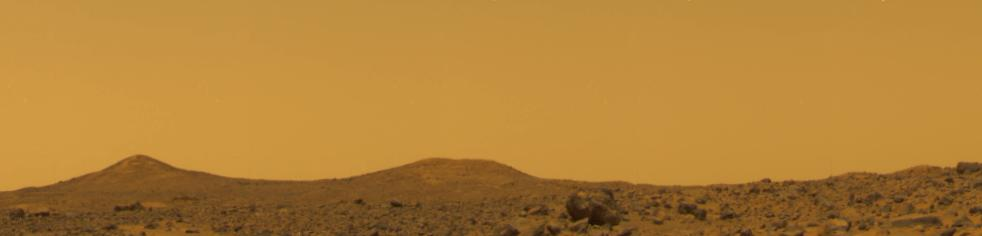
Марсианское небо в полдень, снимок выполнен аппаратом Mars Pathfinder, июнь 1999 года

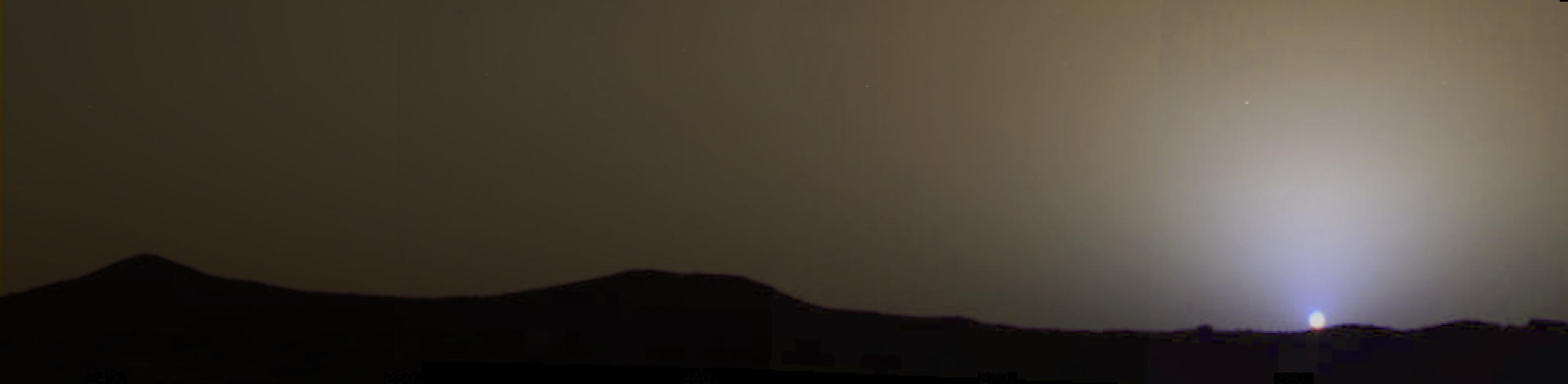
Марсианское небо на закате Солнца, снимок выполнен аппаратом Mars Pathfinder, июнь 1999 года

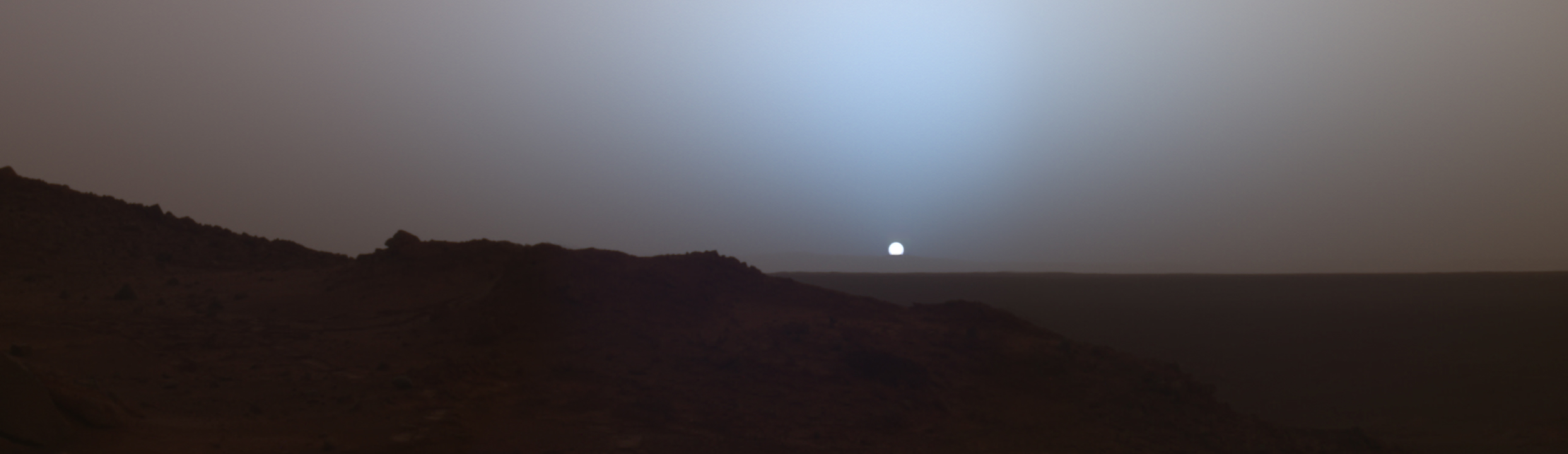
Марсианское небо на закате Солнца, снимок выполнен марсоходом «Спирит», май 2005 года

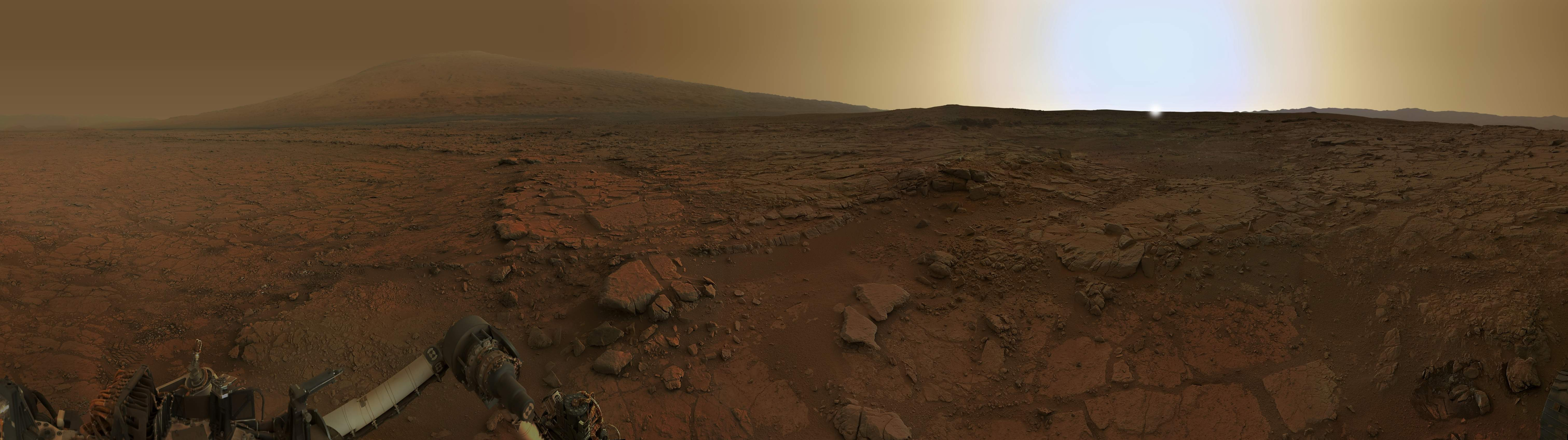
Марсианское небо на закате Солнца, снимок выполнен марсоходом «Кьюриосити» (солнце на снимке — художественная симуляция), февраль 2013 года

Сезонное температурное отставание на Марсе составляет не более чем несколько дней, поскольку на планете отсутствуют крупные водоемы и другие подобные факторы, которые могли бы создать буферный эффект. Так, если говорить о температуре на поверхности Марса, «весна» является приблизительным отражением «лета», тогда как «осень» является приблизительным отражением «зимы» (если считать солнцестояния и равноденствия точками отсчета для соответствующих сезонов), и если бы орбита Марса была круглой, максимальные и минимальные температуры проявились бы уже через несколько дней после летнего и зимнего солнцестояний, а не через месяц, как это, примерно, происходит на Земле. Единственное отличие между весенней и летней температурами вызвано сравнительно значительным эксцентриситетом орбиты Марса: в период северной весны Марс находится дальше от Солнца, чем в течение северного лета, а потому весна несколько холоднее лета, и так же осень немного теплее зимы. Зато в южном полушарии все наоборот.
Естественно, что температурные вариации между весной и летом значительно ниже, чем очень резкие вариации, происходящие в пределах одного марсианского сола (марсианские сутки). Ежедневно температура достигает своего пика в полдень по местному времени, и опускается до минимума в полночь по местному времени. Примерно такой же эффект можно наблюдать и в земных пустынях, но на Марсе он значительно более выражен.
Стоит заметить, что наклон оси вращения и эксцентриситет орбиты Земли (или Марса) ни в коем случае не являются фиксированными и варьируются в результате гравитационных пертурбаций, вызванных воздействием других планет Солнечной системы во временном масштабе десятков тысяч или сотен тысяч лет. Так, эксцентриситет земной орбиты, который составляет около 1 %, регулярно колеблется, и может увеличиться даже до 6 %, и в определённый момент времени в далеком будущем Земли придется иметь дело с календарными последствиями того, что продолжительность разных пор года будет очень разной (к тому же, это повлечет значительные изменения климата).
Не только эксцентриситет, но и наклон земной оси может варьироваться от 21,5° до 24,5°, а продолжительность этого «цикла покачивания» составляет 41 000 лет. Эти и другие подобные циклические изменения считаются ответственными за ледниковые периоды (см. циклы Миланковича). В противоположность Земле, цикл покачивания Марса значительно более экстремален: от 15° до 35° с продолжительностью в 124 000 лет. Некоторые из новейших исследований позволяют даже предполагать, что через десятки миллионов лет такое качание может достигать даже от 0° до 60°. Луна, большой спутник Земли, очевидно, играет важную роль в удерживании оси наклона вращения планеты в разумных пределах; Марс не имеет такого стабилизационного воздействия, а поэтому наклон его оси может варьироваться более хаотично.

## Цвет неба
На заходе и на рассвете марсианское небо имеет розовато-красную окраску, но, когда Солнце садится или восходит, небо приобретает синий цвет. То есть на Марсе смена цветов происходит противоположно по сравнению с Землей. В течение дня небо имеет желто-коричневый цвет — «цвет ириса». На Марсе рэлеевское рассеивание обычно проявляется очень слабо. Считается, что цвет неба вызван присутствием одного объемного процента магнетита в виде пылевых частиц. Сумерки длятся долго после захода Солнца, и так же долго длится рассвет перед его восходом, все это вызвано наличием пыли в марсианской атмосфере. Время от времени марсианское небо приобретает фиолетовую окраску из-за рассеивания света очень мелкими частицами водяного льда в облаках.
Генерирование точных изображений марсианской поверхности в истинных цветах является неожиданно сложной задачей. Есть много цветовых вариаций неба, воспроизводимого на опубликованных снимках; многие из таких изображений, однако, используют фильтры, чтобы усилить различные детали, важные с научной точки зрения, и не пытаются воспроизвести настоящие цвета. Как бы то ни было, марсианское небо много лет считалось более розоватым, чем считается теперь.

## Астрономические явления

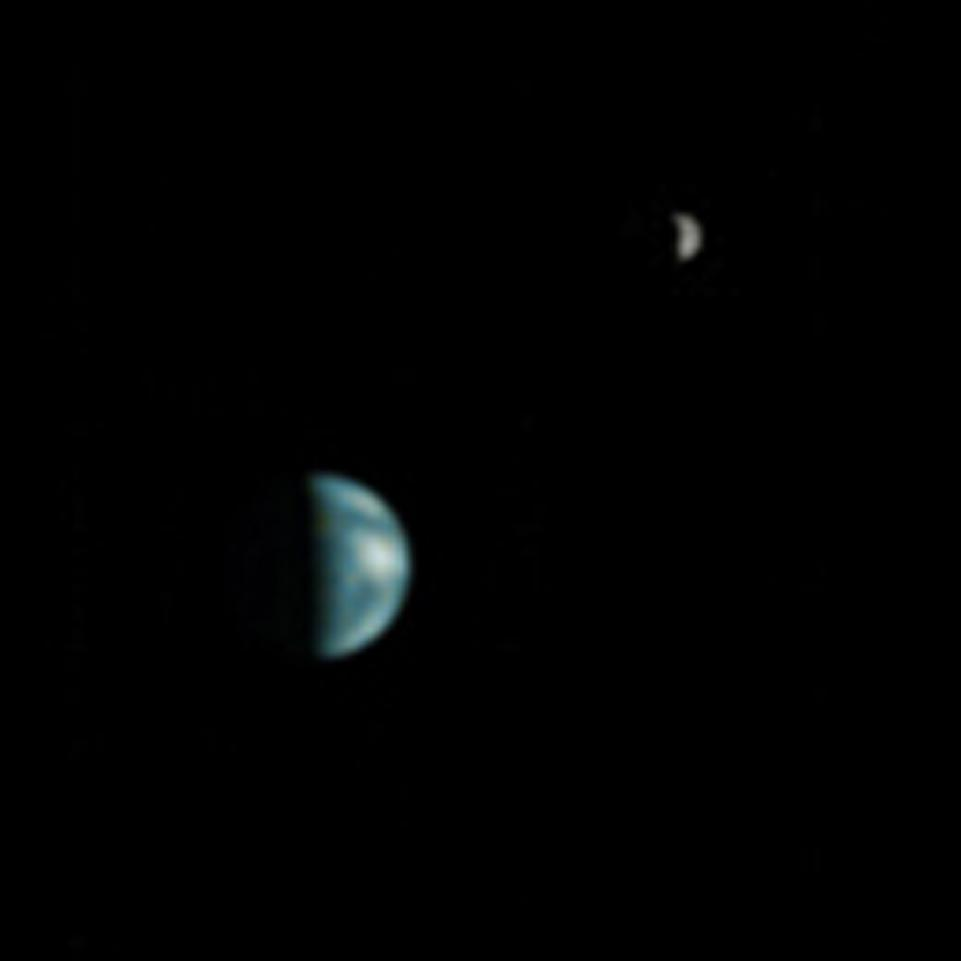
Вид на Землю и Луну с Марса. Снимок выполнен аппаратом Mars Global Surveyor 8 мая 2003 г., в 13:00 UTC. На освещенном полушарии Земли видно Южную Америку

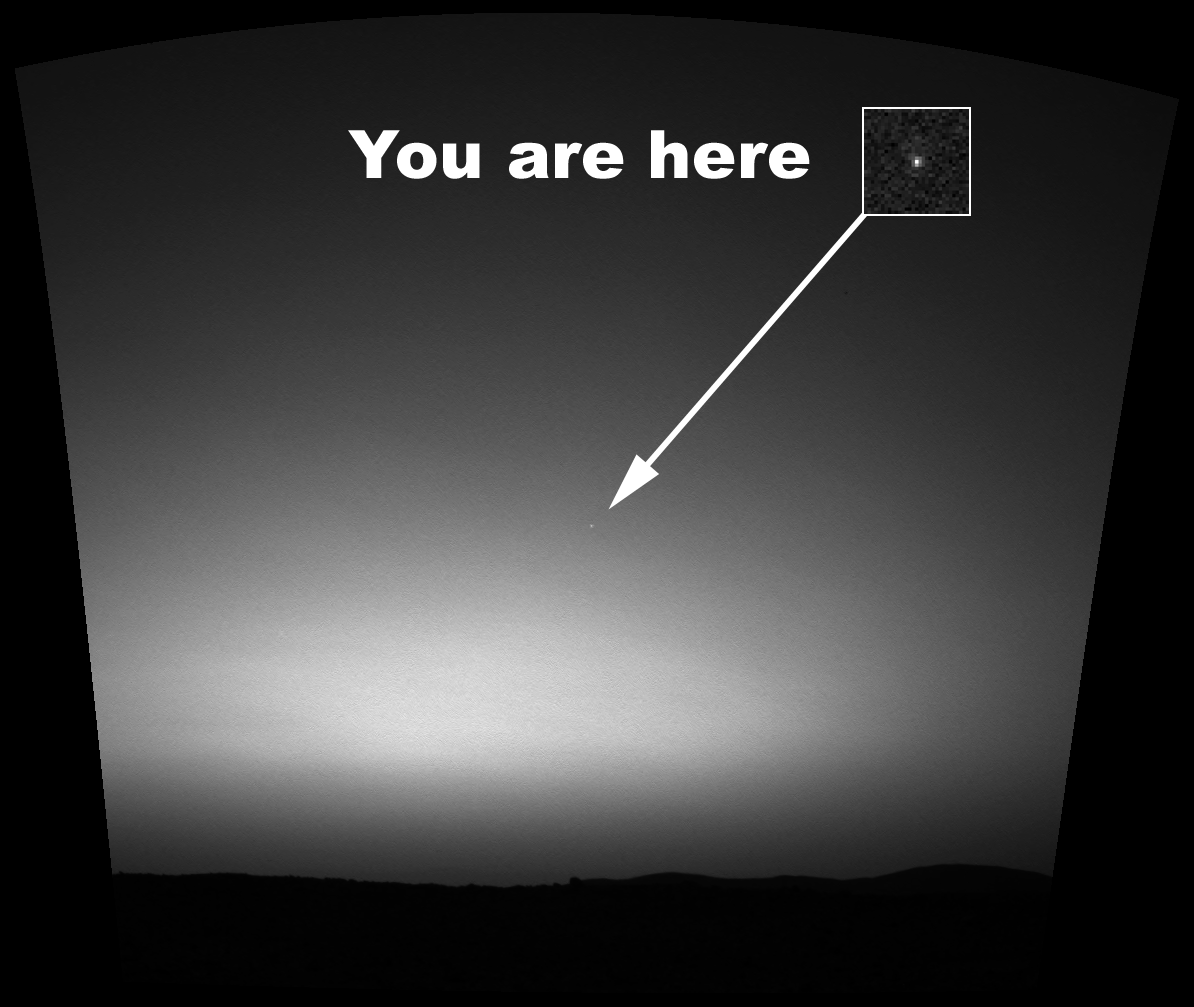
Земля, как утренняя звезда, снимок марсохода «Спирит», 7 марта 2004 года

### Земля и Луна
Если смотреть с Марса, Земля является внутренней планетой, как и Венера («утренняя звезда» или «вечерняя звезда»). Земля и Луна, если смотреть на них невооруженным глазом, выглядят как звезды, но наблюдатели с телескопами видели бы их как полумесяцы с некоторыми заметными деталями.
Наблюдатель на Марсе смог бы разглядеть Луну, которая движется по орбите вокруг Земли, и это вполне можно было бы увидеть и невооруженным глазом. Зато наблюдатели на Земле не могут невооруженным глазом разглядеть спутники других планет, первые такие спутники были обнаружены лишь вскоре после изобретения телескопа (ими стали галилеевы спутники — четыре крупнейших спутника Юпитера).
При максимальном угловом расстоянии Земля и Луна могли бы наблюдаться с поверхности Марса как двойная планета, но уже примерно через неделю они бы слились в одну световую точку (для невооруженного глаза), и ещё через неделю после этого Луна снова достигла бы максимального углового расстояния от Земли, но уже с противоположной стороны. Максимальное угловое расстояние между Землей и Луной значительно варьируется в зависимости от относительного расстояния между Землей и Марсом: угловое расстояние между Землей и её спутником составляет около 17', когда Земля находится ближе всего к Марсу (вблизи нижнего соединения), и лишь около 3,5', когда Земля находится дальше всего от Марса (вблизи верхнего сообщения). Для сравнения, видимый диаметр Луны, если измерять с поверхности Земли, составляет 31'.
Минимальное угловое расстояние между Луной и Землей, если смотреть с Марса невооруженным глазом, составило бы 1', и в конце концов можно было бы наблюдать прохождение Луны между Марсом и Землей, или же увидеть, как он скрывается за (покрывается) планетой. В первом случае это бы соответствовало покрытию Марса Луной, если смотреть с поверхности Земли, и поскольку альбедо Луны значительно меньше, чем альбедо Земли, произойдет снижение общей яркости, но такое снижение было бы слишком малым, чтобы его могли заметить наблюдатели невооруженным глазом. Это вызвано тем, что Луна значительно меньше Земли, и может скрыть лишь небольшую часть видимого земного диска.
Космический аппарат Mars Global Surveyor сделал снимок Земли и Луны 8 мая 2003 года в 13:00 UTC, очень близко к максимальной элонгации от Солнца, и на расстоянии 0,930 а. е. от Марса. Видимая звёздная величина составила −2,5 и +0,9. В разное время действительная звездная величина существенно варьируется в зависимости от расстояния и фаз Земли и Луны.
От одного дня к другому изменение вида Луны для наблюдателя на Марсе будет очень отличаться от тех изменений, которые будет видеть наблюдатель на Земле. Фаза Луны, если смотреть с поверхности Марса, не слишком будет меняться ото дня ко дню; ее фаза будет соответствовать фазе Земли, и постепенно будет меняться вместе с движением этих двух тел по их околосолнечным орбитам. Зато для наблюдателя с Марса будет видимым вращение Луны, которое будет иметь тот же период, что и период ее орбиты, а поэтому наблюдатель сможет увидеть детали поверхности Луны со стороны, противоположной от Земли, то есть те детали, которые невозможно увидеть с поверхности Земли.
Поскольку Земля является внутренней планетой, наблюдатели на Марсе могут время от времени наблюдать прохождение Земли непосредственно между Марсом и Солнцем. Следующее такое прохождение состоится в 2084 году. Кроме того, они также могут наблюдать такие прохождения Меркурия и Венеры.

### Фобос и Деймос

Затмение Солнца Фобосом, снимок выполнен аппаратом MER

Спутник Фобос по размерам составляет около одной третьей от углового диаметра полной Луны, видимой с поверхности Земли. Деймос более-менее похож на звезду, причём его диск едва заметен или его вообще нельзя разглядеть невооруженным глазом. Фобос движется так быстро (период его обращения вокруг планеты составляет лишь около одной третьей сола), что дважды в сол он восходит на западе и заходит на востоке. Деймос восходит на востоке и заходит на западе, но движется по орбите лишь на несколько часов медленнее, чем марсианский сол, поэтому на горизонте он может находиться до двух с половиной солов.
Максимальная яркость Фобоса составляет около −9 или −10 единиц звездной величины, тогда как Деймоса — около −5. Для сравнения, Луна для наблюдателей на Земле имеет значительно более высокую яркость — −12,7 единицы звездной величины. Тем не менее, Фобос является достаточно ярким, чтобы отбрасывать тени; Деймос лишь немного ярче, чем Венера на ночном небе для наблюдателей на Земле. Конечно, так же как и Луна, спутники Марса значительно менее ярки, когда находятся не в полных фазах. Но в отличие от спутника Земли, фазы и угловой диаметр Фобоса меняются из часа в час; Деймос же слишком мал, чтобы его фазы можно было наблюдать невооруженным глазом.
Как Фобос, так и Деймос имеют низко наклоненные экваториальные орбиты, и движутся по ним на сравнительно небольшом расстоянии от Марса. Вследствие этого Фобоса не видно севернее 70,4° с. ш., и южнее 70,4° ю. ш.; Деймоса не видно севернее 82,7° с. ш. и южнее 82,7° ю. ш.. Наблюдатели в высоких широтах (менее 70,4°) видели бы заметно меньший угловой диаметр Фобоса, поскольку они были бы дальше от него. Соответственно, перед наблюдателями на экваторе открывался бы значительно меньший видимый угловой диаметр Фобоса при восходе и закате, по сравнению с тем, каким он выглядел бы, находясь непосредственно над наблюдателем.

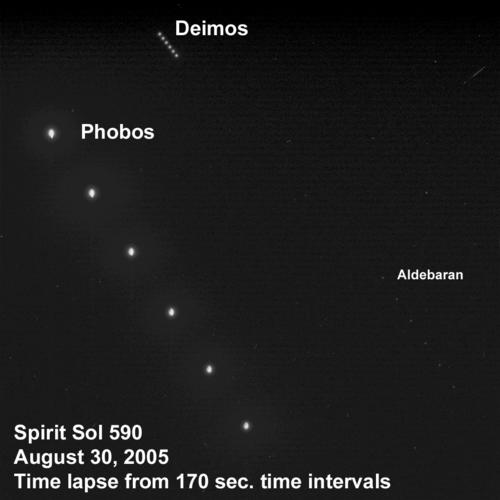
Композитный снимок Фобоса и Деймоса, выполненный марсоходом «Спирит». Снимок получен благодаря NASA/JPL-Caltech

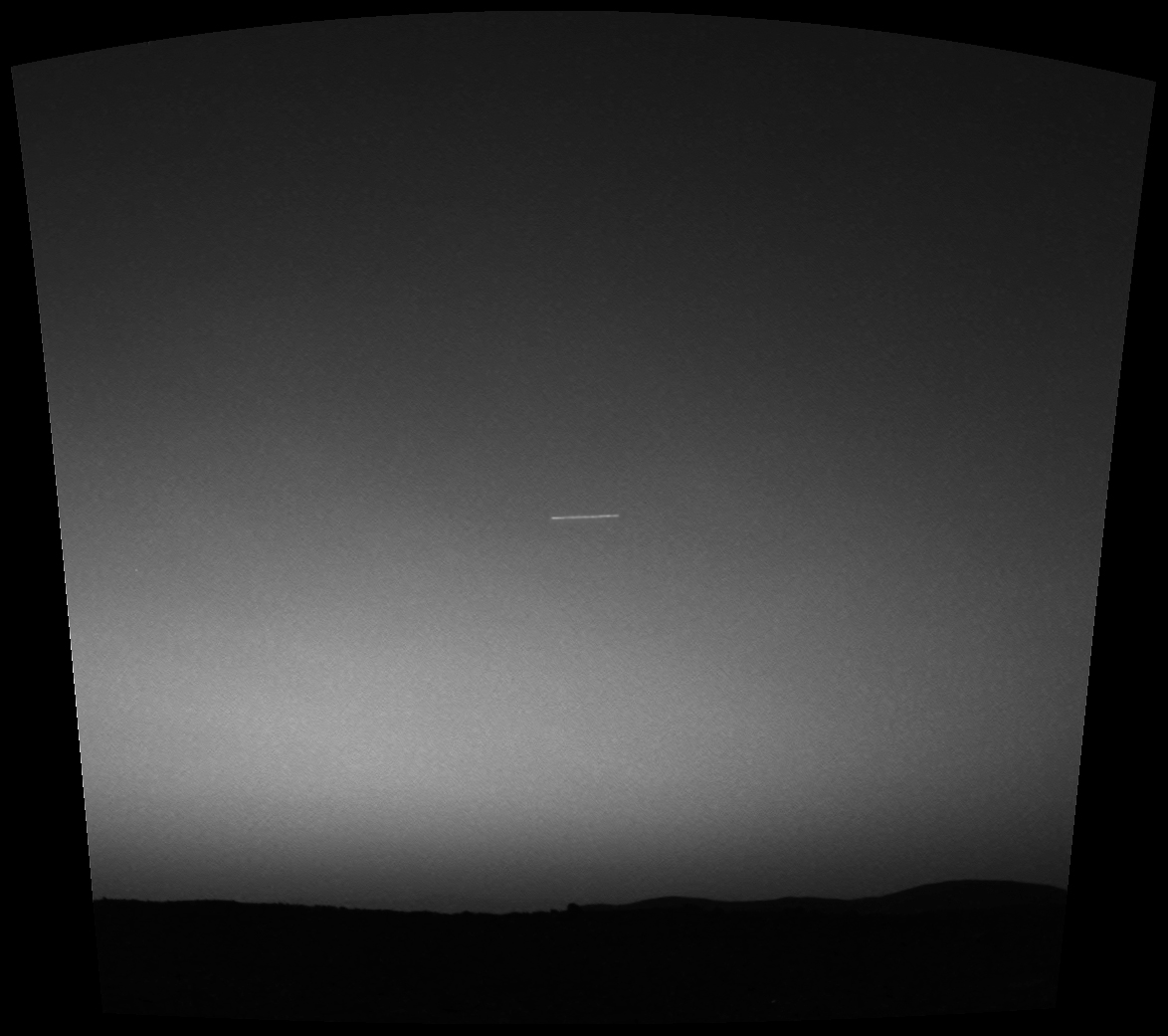
Первый метеор, сфотографированный с поверхности Марса марсоходом «Спирит», 7 марта 2004 года

Наблюдатели на Марсе могут увидеть прохождения Фобоса и прохождения Деймоса перед диском Солнца. Прохождение Фобоса можно также назвать затмениями Солнца Фобосом, поскольку угловой диаметр Фобоса составляет около половины углового диаметра Солнца. Однако в случае с Деймосом, более подходящим является термин «прохождение», поскольку он выглядит как маленькая точка на фоне диска Солнца.
Поскольку Фобос движется по низко наклоненной экваториальной орбите, существует сезонная вариация широт, в которых находится тень Фобоса, спроектированная на марсианскую поверхность. В течение марсианского года тень движется циклически с далекого севера на далекий юг, и обратно. В каждой заданной фиксированной географической местности Марса есть два интервала в течение марсианского года, во время которых тень Фобоса находится в широте данной местности, и в течение каждого из этих интервалов несколько недель можно наблюдать около полдюжины прохождений Фобоса. Примерно такая же ситуация и с Деймосом, но за один интервал в каждой такой местности можно увидеть только одно прохождение, а иногда их не бывает вообще.
Несложно заметить, что тень всегда находится в «зимнем полушарии» (полушарии Марса, в котором в этот период идет зима), за исключением тех случаев, когда она проходит экватор во время весеннего и осеннего равноденствий. Таким образом, прохождение Фобоса и Деймоса происходят в течение марсианской осени и зимы в северном и южном полушариях. С приближением к экватору их можно наблюдать в период осеннего и весеннего равноденствий; дальше от экватора они происходят ближе к зимнему солнцестоянию. В любом из этих случаев, два интервала в пределах года, в течение которых происходят такие прохождения, наступают более-менее симметрично до и после зимнего солнцестояния (полной симметрии мешает значительный эксцентриситет орбиты Марса).
Наблюдатели на Марсе могут также стать свидетелями лунных затмений Фобоса и Деймоса. Фобос проводит около часа в тени Марса; для Деймоса это время составляет около двух часов. Удивительно, но несмотря на то, что орбита Фобоса находится почти в плоскости марсианского экватора, и несмотря на то, что спутник находится очень близко к Марсу, бывают случаи, когда Фобосу удается избежать затемнения.
Как Фобос, так и Деймос, находятся в сихнронном вращении с Марсом. Это означает, что они имеют «обратную сторону», которую не могут видеть наблюдатели на поверхности Марса. Феномен либрации происходит в случае с Фобосом так же, как и в случае с Луной, и это несмотря на низкий наклон орбиты Фобоса и её эксцентриситет. Вследствие эффекта либрации и параллакса, вызванных близким расположением спутника к поверхности Марса, а также благодаря наблюдениям с высоких и низких широт, во время восхода и заката спутника, общая совокупная его площадь, видимая с поверхности Марса в то или иное время и с той или другой местности, составляет значительно более 50 % от общей, полной его площади.
Большой кратер Стикни, видимый вдоль лицевой стороны Фобоса, легко можно разглядеть и невооруженным глазом с поверхности Марса.

### Кометы и метеоры

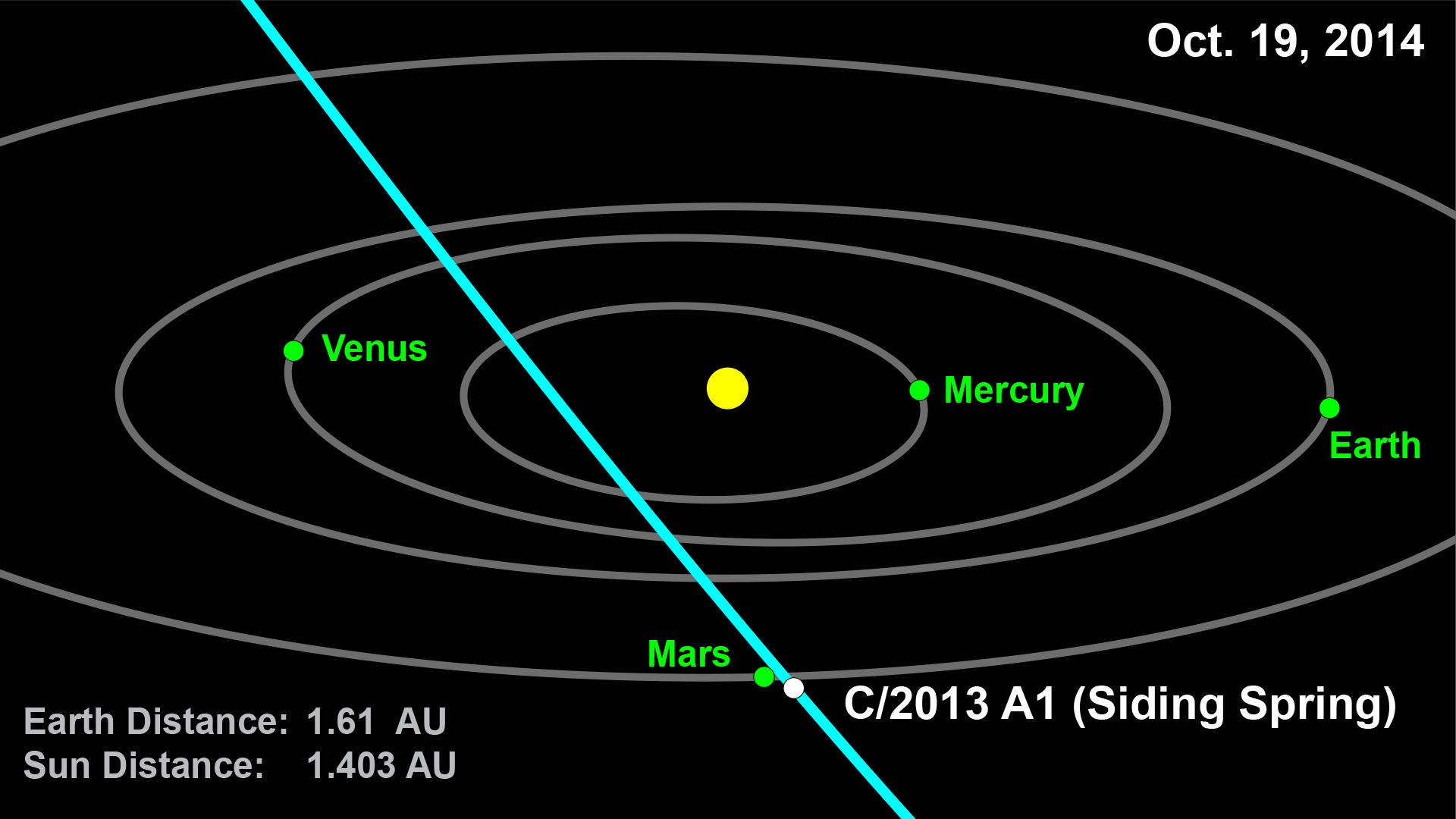
Проекция пути кометы Siding Spring, которая 19 октября 2014 года пролетела возле Марса

Поскольку Марс имеет атмосферу, сравнительно прозрачную для оптических волн (такую же как и Земля, только значительно тоньше), с поверхности время от времени можно наблюдать падение метеоров. Метеорные потоки на Земле происходят тогда, когда Земля пересекает орбиту кометы, так же происходит и с Марсом, только метеорные потоки на Марсе отличаются от Земных.

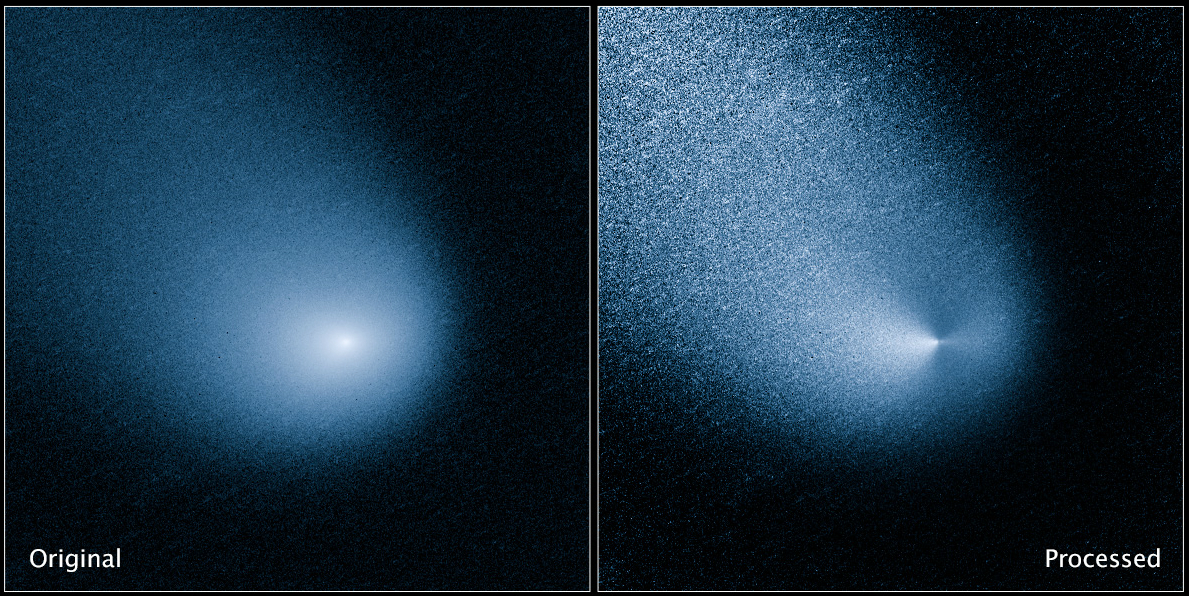
Комета Siding Spring, снимок выполнен камерой космического телескопа «Хаббл» 11 марта 2014 года

Первый метеор, сфотографированный на Марсе (7 марта 2004 года) марсоходом «Спирит», теперь считается частью метеорного потока, родительским телом которого была комета 114P/Wiseman-Skiff. Поскольку источник света при падении метеора визуально находился в созвездии Цефея, и этот метеоритный поток является довольно регулярным, его можно охарактеризовать как «Марсианские цефеиды».
Как и на Земле, если метеор является достаточно большим, чтобы достичь поверхности планеты (то есть не сгорает полностью в атмосфере), он становится метеоритом. Первым известным метеоритом, обнаруженным на Марсе (и третьим метеоритом, найденным за пределами Земли), стал Heat Shield Rock. Первый и второй метеориты были найдены на Луне во время миссий «Аполлона».
19 октября 2014 года комета Siding Spring прошла чрезвычайно близко к Марсу — настолько близко, что её кома могла окутать планету.
Пролёт кометы Siding Spring мимо Марса 19 октября 2014 года (художественные концепты)

### Полярное сияние
Полярное сияние случается на Марсе, но эти явления не происходят на полюсах, как в случае Земли, поскольку Марс не имеет всепланетного магнитного поля. Полярное сияние возникает преимущественно в местах магнитных аномалий в коре Марса. Эти места являются остатками от древних времен, когда Марс ещё имел магнитное поле. Марсианское полярное сияние имеет свои особенности, которые выделяют его среди других подобных явлений в Солнечной системе. И хотя полярное сияние на Марсе в первую очередь является ультрафиолетовым явлением, его, вероятно, все же можно было наблюдать и невооруженным глазом.

### Небесные полюса и эклиптика

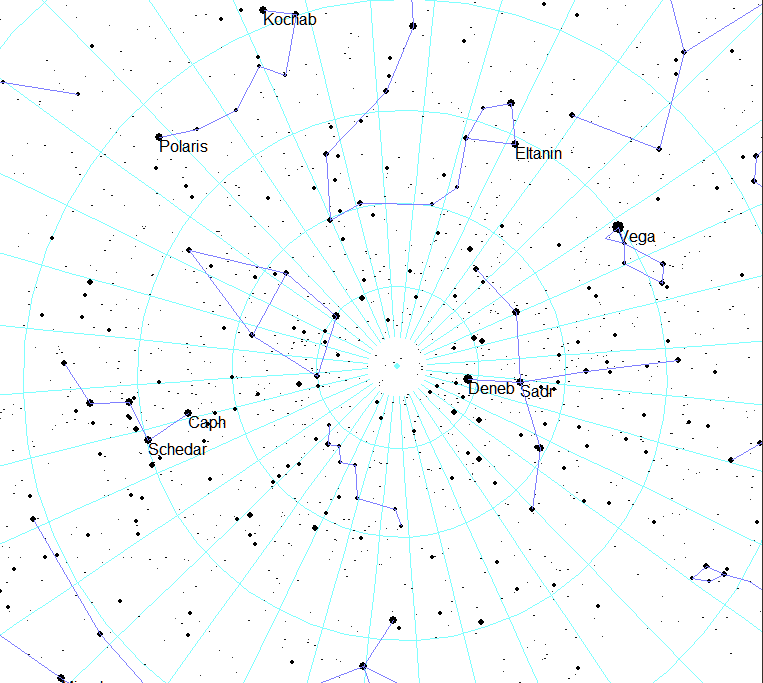
Северный небесный полюс на Марсе

Ориентация оси вращения Марса такова, что северный полюс мира находится в созвездии Лебедя с координатами 21ч 10м 42с +52° 53′ 0″ во второй экваториальной системе координат (или, если точнее, 317,67669 +52,88378), вблизи звезды BD +52 2880 (также известной как HR 8106, HD 201834, или SAO 33185) шестой звездной величины, которая, в свою очередь, расположена по координатам 21ч 10м 15,60с +53° 33′ 48″.
Две верхние звезды в созвездии Лебедя, Садр и Денеб, указывают на северный полюс Марса. Этот полюс визуально находится примерно посередине между Денебом и звездой Альфа Цефея, менее чем в 10° от первого — чуть дальше, чем видимое расстояние между Садром и Денебом. За свою близость к полюсу Денеб никогда не заходит за горизонт почти во всем северном полушарии Марса. За исключением территорий ближе к экватору, Денеб постоянно вращается вокруг северного полюса. Ориентация Денеба и Садра образовали бы удобную стрелку небесных часов для определения звездного времени.
Марсианский северный полюс мира находится также всего лишь за несколько градусов от галактической плоскости. Таким образом Млечный Путь, особенно насыщенный звездами в регионе созвездия Лебедя, всегда заметен из северного полушария.
Южный небесный полюс расположен по координатам 9ч 10м 42с −52° 53′ 0″ — это всего лишь за несколько градусов от звезды Каппа Парусов, звездная величина которой составляет 2,5 (координаты этой звезды — 9ч 22м 6,82с 55° 00′ 38,40″, которую, благодаря такому расположению, можно считать южной полярной звездой. Звезда Канопус, вторая по яркости на небе, является циркумполярной звездой для большинства южных широт.
Зодиакальные созвездия марсианской эклиптики почти такие же, как и на Земле — в конце концов, взаимный наклон между двумя этими эклиптиками составляет всего 1,85° — но на Марсе Солнце в течение 6 дней находится в созвездии Кита, перед этим и после этого входя в созвездие Рыб, из-за чего можно сказать, что на Марсе есть 14 зодиакальных созвездий. Равноденствия и солнцестояния тоже отличаются от земных: для северного полушария при весеннем равноденствии Солнце находится в созвездии Змееносца (тогда как на Земле оно находится в созвездии Рыб), летнее солнцестояние приходится на границу между созвездиями Водолея и Рыб, осеннее равноденствие приходится на созвездие Тельца, а зимнее солнцестояние — на созвездие Девы.
Как и на Земле, прецессия станет причиной того, что солнцестояния и равноденствия будут смещаться относительно созвездий с течением тысяч и десятков тысяч лет.

### Долговременные вариации

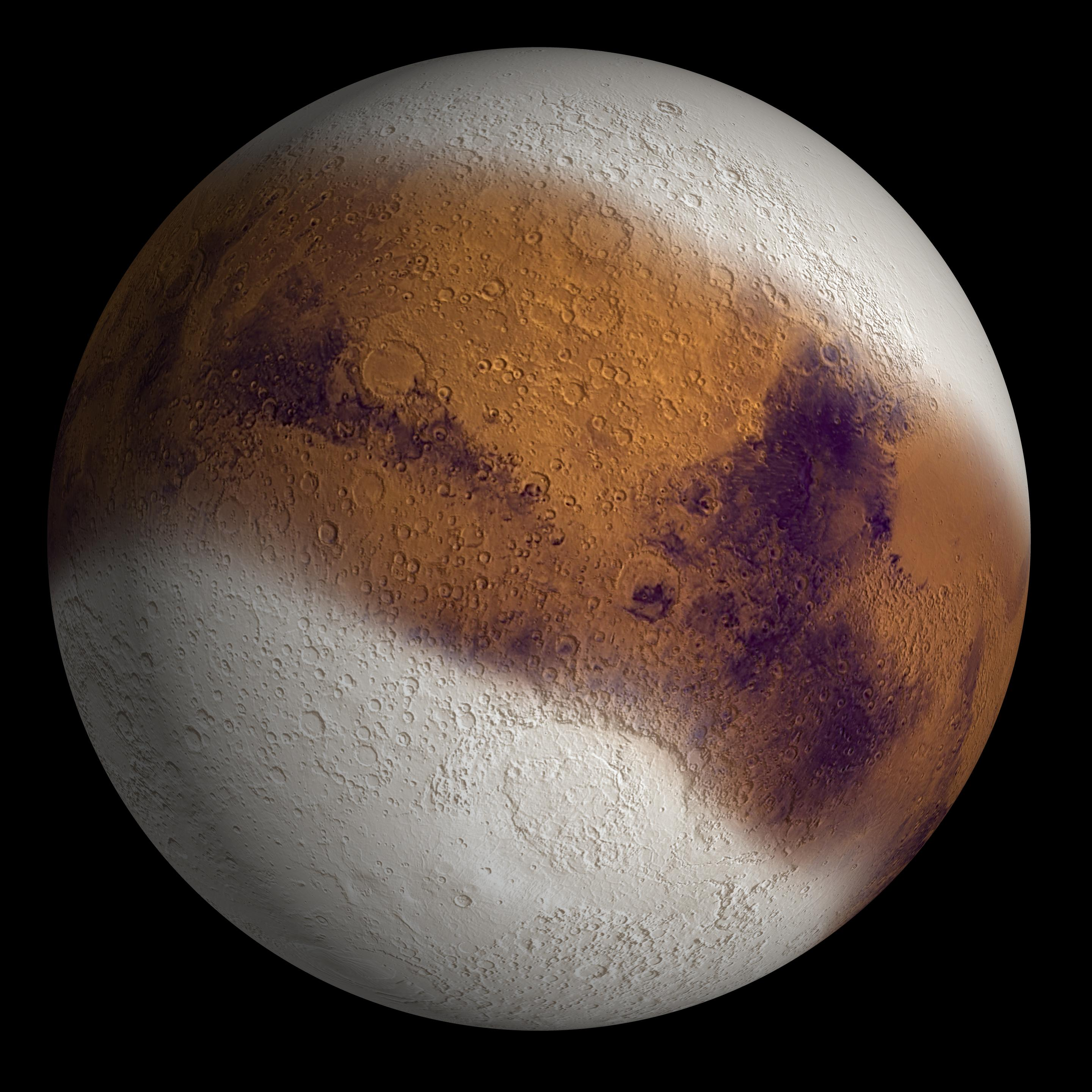
Иллюстрация того, каким Марс мог выглядеть в течение ледникового периода около 400 000 лет назад, вызванного значительным наклоном оси вращения

Как и в случае Земли, эффект прецессии заставляет северный и южный полюса Марса двигаться очень большими кругами, но для Марса продолжительность одного такого цикла составляет 171 000 земных лет, тогда как для Земли — лишь 26 000 лет.
Как и в случае Земли, существует также вторая форма прецессии: точка перигелия марсианской орбиты медленно смещается, вследствие чего продолжительность аномалистического года отличается от продолжительности звездного года. Однако такой цикл длится 79 600 лет, тогда как на Земле — 112 000 лет.
Как для Земли, так и для Марса эти две прецессии имеют противоположные направления, а потому добавляются друг к другу, образуя единый прецессионный цикл между тропическими и аномалистическими годами — 21 000 лет для Земли и 53 300 лет для Марса.
Как и у Земли, период вращения Марса (продолжительность марсианских суток) замедляется. Однако этот эффект на три порядка величины меньше, чем на Земле, поскольку гравитационное воздействие Фобоса незначительно, а сам этот эффект вызван, в основном, Солнцем. На Землю гравитационное воздействие её спутника имеет значительно большее влияние. В далёком будущем продолжительность дня на Земле сравняется, а впоследствии и превысит продолжительность дня на Марсе.
Как и Земля, Марс попадает под действие циклов Миланковича, что заставляют уровень наклона его оси и орбитальный эксцентриситет варьироваться с течением длительных периодов времени — и это имеет долгосрочное воздействие на климат планеты. Варьирование уровня наклона оси Марса является значительно большим, чем в случае Земли, поскольку Марсу не хватает стабилизационного влияния крупного спутника, роль которого исполняет Луна для Земли. Цикл покачивания оси Марса длится 124 000 лет, тогда как для Земли это — 41 000 лет.

## Ссылка
- Analemma on Mars
- Martian time
- NASA — Mars24 Sunclock — Time on Mars Архивная копия от 15 декабря 2019 на Wayback Machine